# 468
468 (CDLXVIII na numeração romana) foi um ano bissexto do século V do Calendário Juliano, da Era de Cristo. as suas letras dominicais foram G e F (52 semanas). Teve início a uma segunda-feira e terminou a uma terça-feira.
| Ano completo                            |
| --------------------------------------- |
| Ano bissexto com início à segunda-feira |

## Eventos
- 3 de Abril - É eleito Papa Simplício.
- Lusídio, governador romano de Olisipo, actual cidade de Lisboa, entrega esta cidade aos Suevos.

## Mortes
- 29 de Fevereiro - Papa Hilário